# 奈巴库单抗
奈巴库单抗（INN：Nebacumab）是一种用于治疗败血症的人单克隆抗体。由于在临床试验中未能降低死亡率，该药物已于1993年被撤回。